# メンズヤング
『メンズヤング』（Men's YOUNG）は、双葉社が発行していた成人向け（非成年指定）月刊漫画雑誌、現在は休刊。

## 概要
1995年（平成7年）5月に同年7月号をもって創刊。毎月30日発売。判型はB5判の中綴じ。略称は「メンヤン」。
表紙イラストを担当する作家は固定制となっており、初代から順に、遊人、CARNELIAN、西又葵、M&M、八宝備仁、ぎん太、INOが担当した。
ゾーニングに関しては、「成年コミック」指定なしのコンビニ誌となるが、2004年7月発売号からは透明シール1枚で、2005年11月発売号からは青透明シール2枚で留めている。
2012年2月号誌上にて次号（2012年1月30日発売の3月号）をもって休刊する旨が掲載され、2012年3月号をもって休刊となった。最終号の段階で未完の連載作品は、同社の刊行する他誌（『アクションピザッツ』など）に移籍した。

## 連載作品

### 最終号で未完につき移籍した作品

#### ストーリー漫画
- Cheers!（チャーリーにしなか）：2004年1月号 - 2012年3月号 ※『アクションピザッツ』に移籍（2012年4月号より連載開始）
- おふらいんげーむ（えむあ）：2007年12月号 - 2012年3月号 ※『アクションピザッツSP』に移籍（2012年5月号より連載開始）
- 絶対☆は〜れむ（久遠ミチヨシ）：2009年5月号 - 2012年3月号 ※隔月連載→2010年1月号より毎月連載 ※『アクションピザッツSP』に移籍（2012年5月号より連載開始）
- ひるがお（艶々）：2010年10月号 - 2011年12月号 ※隔月連載 ※『アクションピザッツ』に移籍（2012年5月号より連載再開）
- あま♥エロ（はんざきじろう）：2011年11月号 - 2012年3月号 ※『アクションピザッツSP』に移籍（2012年5月号より連載開始）

#### 4コマ漫画
- こーしょー19さい（逸架ぱずる）：2008年5月号 - 2012年3月号 ※『コミックハイ!』に移籍（Vol.83 / 2012年3月号より連載開始）

### 最終号で完結した作品
- アネアナ（ZUKI樹）：2008年12月号 - 2012年3月号 ※隔月連載→2011年8月号より毎月連載
- 僕の彼女がエロい訳（矢凪まさし）：2010年4月号 - 2012年3月号
- 実録（ドリルムラタ）：2010年12月号 - 2012年3月号 ※不定期連載
- ためして!×××（ほんだありま）：2011年11月号 - 2012年3月号 ※隔月連連載

### 過去の連載作品
- 気分はヘヴン!!（佐藤丸美）：1995年7月号 - 1997年（号数不明）
- 探偵さんはセーラー服（摩周子）：1995年7月号 - 1997年（号数不明）
- ねいちゃあトリップ（ねぐら☆なお）：1995年7月号 - 1997年（号数不明）
- ノンファック to the ティーチャー （高津太郎）：1995年7月号 - 1996年（号数不明）
- ハメ忍者猿丸（桜井トシフミ）：1995年7月号 - 1997年（号数不明）
- ピーチ・Boy（速水憂海）：1995年7月号 - 1996年（号数不明）
- プリンセスチャンプ（やまだのら）：1995年7月号 - 1997年（号数不明）
- ミスター・ドピュー（ながしま超助）：1995年7月号 - 1997年5月号
- ごめんね♡アッチー（環望）：1996年（号数不明） - 1999年5月号
  - ごめんね♡アッチー - マンガ図書館Z（※18禁）（外部リンク）
- たまにはイイこと（MAC-V）：1997年（号数不明） - 1998年（号数不明）
- Day dreamの彼方に…（ねぐら☆なお）：1997年（号数不明） - 1999年（号数不明）
- どきどき♡ハーレム（佐藤丸美）：1997年（号数不明） - 1998年（号数不明）
- 君がからだで嘘をつく（環望）：1999年8月号 - 2000年3月号
- 独身寮空室あり!（矢凪まさし）：2000年8月号 - 2003年1月号
- 古書買い取ります!!（桂木たくみ）：2001年3月号 - 2002年8月号
  - 古書買い取ります!! - マンガ図書館Z（※18禁）（外部リンク）
- ぎゃるかん（倉上淳士）：2002年7月号 - 2010年5月号 →WEBコミックハイ!に移籍
- おネェちゃん達がやってくる（天鷹）：2003年（号数不明） - 2005年（号数不明）
- たとえば母が（艶々）：2003年（号数不明） - 2008年2月号
- モーレツ!ボイン先生（英丸）：2005年（号数不明） - 2008年11月号
- もとかの（東鉄神）：2005年7月号 - 2007年4月号
- ラブコメすたいる（矢凪まさし）：2005年7月号 - 2007年4月号
- おなじ穴のムジナ（逸架ぱずる）：2005年9月号 - 2008年4月号
- 快感温度n℃（むつきつとむ）：2005年9月号 - 2007年7月号
- Colorfulこみゅーん★（琴の若子）：2005年12月号 - 2009年1月号
- いつでもどこでも歩いてく（法田恵）：2006年4月号 - 2007年8月号
- のぼせてみてよ!（天崎かんな）：2006年10月号 - 2008年2月号
- 恋愛悪魔（矢凪まさし）：2007年9月号 - 2009年11月号
- 女子大のオキテ（法田恵）：2007年11月号 - 2009年11月号
- いけませんお嬢様!（東鉄神）：2008年1月号 - 2009年4月号
- 天敵カノジョ（柚木N'）：2008年6月号 - 2009年9月号 ※不定期連載
- 家政婦のミツコさん（艶々）：2008年7月号 - 2009年11月号
- ゾッコン!ボイン温泉（英丸）：2009年1月号 - 2011年1月号
- 同級生は俺の嫁!（琴の若子）：2009年4月号 - ※隔月連載→2010年12月号を最後に休載
- すとれんじ♥ふるーつ（戦国くん）：2010年1月号 - 2011年9月号 ※隔月連載→2011年1月号より毎月連載
- はな＊ぱれっ!（あべつくも）：2010年3月号 - 2011年7月号
- ままごと♥（はんざきじろう）：2010年5月号 - 2011年8月号 ※隔月連載

## 映像化
| 作品               | 放送年 | 配給           | 備考 |
| ------------------ | ------ | -------------- | ---- |
| 僕の彼女がエロい訳 | 2012年 | ディファレンス |      |

| 作品         | 放送年 | 制作     | 備考 |
| ------------ | ------ | -------- | ---- |
| たとえば母が | 2013年 | マドンナ |      |

## 増刊号
増刊号は不定期に発行されているが、2007年1月発売号から、『メンズヤングスペシャル雷（いかずち）』に題名変更の上、Volume01の号数表示が付されて一新された。以降、四半期毎の発行をしていたが、2011年7月発売のVolume19にて休刊になった。判型は本誌と同じB5判の中綴じ。
誌面の特色としては、
- 表紙イラストの作家は本誌とは異なり固定されていない
- 「オール読切り、オール描き下ろし」を標榜（ただし、シリーズ物はある）
- フルカラーコミックの充実

が挙げられる。

## メンズヤング新人賞
通算100号（2003年10月号）を機に創設されたプロ・アマ不問の新人漫画賞。受賞状況は次の通り。
- 第2回（2004年9月号結果発表）佳作1名　奨励賞1名
- 第5回（2006年3月号結果発表）佳作1名
- 第8回（2007年12月号結果発表）奨励賞1名（コア助）

第8回をもって終了したが、以後は双葉社の『コミックハイ!』と『COMIC SEED!』との3誌合同で新設した「神風賞」に統合される事が発表された。ただし、『COMIC SEED!』は2008年で終了したため、2回目の「神風賞」からは2誌合同となっている。
佳作以上の受賞作は『メンズヤング』に掲載された。全受賞者は『メンズヤング』上でデビューしている。新人賞と平行して編集部への持ち込みも募集していた。